# Батан (Казахстан)
Бата́н (каз. Батан) — село у складі Карасайського району Алматинської області Казахстану. Входить до складу Жамбильського сільського округу.
У радянські часи село називалось Менжин.
Населення — 2866 осіб (2021; 1485 у 2009, 652 у 1999, 612 у 1989).